# Dreamlinux
Dreamlinux était une distribution linux brésilienne (disponible en espagnol et anglais) basée sur Morphix, Elive, Debian et Kanotix. Elle peut booter en live CD ou peut être installée facilement. Selon l'équipe de Dreamlinux, « Dreamlinux est le résultat des technologies qui sont issues de différentes distributions, comme Kanotix, Elive, Morphix et Debian. »
En octobre 2012, son développement a été officiellement abandonné.

## Logiciels
Dreamlinux inclut :
- OpenOffice 2.3
- GNOME Office
- Thunderbird 1.0.7
- Inkscape éditeur vectoriel
- GIMP 2.3
- Xorg 6.9, pour le support du multimédia, la détection automatique des cartes son et vidéo
- MKDistro 2.5

La distribution supporte aussi ALSA et a personnalisé Xfce 4.4 avec ses propres icônes.
L'interface graphique de Dreamlinux est similaire à Mac OS X, avec une barre d'outils en haut, un dock avec Engage.

## Accès aux sources
La distribution Dreamlinux a été accusée de ne pas respecter la licence GNU GPL. Dans la dernière version stable, Dreamlinux 2.2 Multimedia GL Edition, des modifications au code source de Xfce ont été observées, le plus évident étant Xfdesktop (gestionnaire de bureau de Xfce).